# Gnetum scandens
Gnetum scandens là một loài thực vật hạt trần trong họ Gnetaceae. Loài này được Roxb. mô tả khoa học đầu tiên năm 1814.